# 聶凡格
聶凡格（Emily Nieh，1990年2月10日—），昵称“格格”，美籍华人，是台湾新生代女藝人。
Emily出生在美国洛杉矶，从加州大學圣地亚哥分校毕业后到台湾学习中文，并从事英文教学工作，推出有网路短视訊英文教学ABCDEmily。
目前Emily主要在演艺圈发展，出演过多部MV、電影、戲劇的拍摄，也在各综艺节目担任来宾。在戏剧方面客串过电影《痞子英雄》，出演过《全球大悶鍋》等多部網路热剧。

## 節目主持
- 17直播《拜託我還要》主持

## 電視節目錄影
2014年
- 20140404 《康熙来了》 她们是老师 你能专心吗？！
- 20140618 《欢乐智多星》 资格赛 & 奖金挑战赛 & 过五关斩六奖！
- 20140820 《欢乐智多星》 资格赛抢答PK & 50万奖金挑战赛 & 过五关斩六奖
- 20141104 《私房话老实说》 亲爱的不要再控制我!我不是你的傀儡
- 20141110 《私房话老实说》 男人你希望我像只猫又像只狗?
- 20141117 《真的了不起》 卡位资格赛 & 大说谎家！
- 20141206 《冠军任务》 终极目标：吃蛋！
- 20141210 《私房话老实说》 窝边草是 真爱还是阻碍?

2015年
- 20150114 《私房话老实说》 12星座的女人 认清你在男人眼中的样子!
- 20150319 《国光帮帮忙》 补教界传奇人物 功课再烂的学生都能救！
- 20150428 《国光帮帮忙》 正妹的衣橱都藏些什么新鲜货？
- 20150804 《国光帮帮忙》 长得正有屁用 还不是交不到男朋友！
- 20150820 《综艺大热门》 最美教师驾到 好想当她的学生！
- 20150902 《综艺大热门》 谁驾驭得了它！最难合拍物写真大赛！
- 20150914 《国光帮帮忙》 再说就翻脸！这一句话让我听了想握拳！
- 20150915 《WTO姐妹会》 抢救各国菜英文！WTO补习班开课啰！
- 20151102 《综艺大热门》 男人再说谎就死定了！揭开人夫谎言！（上）
- 20151103 《综艺大热门》 男人再说谎就死定了！揭开人夫谎言！（下）
- 20151116 《国光帮帮忙》 男人有钱就作怪？那都是你们女人说的
- 20151119 《WTO姐妹会》 漂洋来台念书趣！外国学生这样看台湾
- 20151125 《综艺大热门》 明星肖像绘颜！像不像？
- 20151208 《国光帮帮忙》 各国传统服饰 居然也有性感的一面？
- 20151225 《综艺大热门》 今晚的亮点在…毛小孩联谊
- 20151229 《StopKiddin》 千萬別用錯的英文單字

2016年
- 20160220 《綜藝玩很大》 【第四十二回 日本】第81集
- 20160222 《綜藝大熱門》   世界地球村！！ 誰是英文會話亡？！
- 20160227 《綜藝玩很大》 【第四十二回 日本】第82集
- 20160310 《綜藝大熱門》   过了这一关！ 人生就没什么好怕了？
- 20160629 《綜藝大熱門》   找出和你擦肩而过的人！ 可能就是你的另一半！
- 20160906 《国光帮帮忙》  教練！今晚我有地方想要練

2017年
- 2017年4月16日  《飢餓遊戲》 第26集 『臺灣 / 嘉義』來賓：徐展元、高山峰、林道遠、小優、Lala、格格(Emily) ⇒ 聶凡格、安喬
- 2017年10月4日  《天天樂財神》 第128集 來賓：賀少俠、郭源元、聶凡格、林韋君
- 2017年11月22日  《天天樂財神》第163集 來賓：許孟哲、聶凡格、何美、高以馨

2018年
- 2018年7月2日 《麻辣天后傳》 明星與他的恐怖情人　死裡逃生掙脫魔掌的驚恐愛情故事！ 來賓：安格斯、安妮、聶凡格、洪蓉、MANZ、宛宛兒
- 2018年7月11日 《麻辣天后傳》 愛了好多年　最後結婚不是我　愛情長跑失敗後的路有多難走？ 來賓：小鐘、小優、若綺、聶凡格、劉璇
- 2018年7月31日 《命運好好玩》 命理沒有好桃花 來賓：裴琳、陳大天、聶凡格
- 2018年8月14日 《麻辣天后傳》 女明星的泳裝照都是照騙？海邊泳裝騙讚伎倆大公開 來賓：APPLE、詹子晴、YUMI、金妮、聶凡格

2019年
- 2019年7月5日 《新聞挖挖哇》 誰是上個時代的人 來賓：黃宥嘉、蕭彤雯、小孟老師、詹惟中、聶凡格
- 2019年11月5日《綜藝大熱門》 過了這一關!人生就沒有什麼好怕?  來賓:聶凡格、何嘉文、哈孝遠、大愷、蕭景鴻、賴薇如

## 三立新聞訪問
- 20150528 最正英文家教Emily秀美腿SET新闻

## 广告拍摄
- 義大世界Mall開幕廣告60秒

## 戲劇演出
- 2011年 网络剧 《超应天SuperAPP》 总共5集
- 2012年  电影  《痞子英雄》 合作演员赵又廷、黄渤、杨颖
- 20150924 短剧  《莒光园地》 红色警觉之引陷阱
- 2016年 電視電影 《我的禮物》合作演員邵雨葳、吳慷仁`

## ABCDEmily
由Emily推出的英文品牌网路短影片教学ABCDEmily。

## 外部連結
- Emily Nieh 聶凡格的Facebook專頁
- EmilyNieh的新浪微博
- @emilynieh的Instagram帳戶